# Маккюн (Канзас)
Маккюн (англ. McCune) — місто (англ. city) в США, в окрузі Кроуфорд штату Канзас. Населення — 370 осіб (2020).

## Географія
Маккюн розташований за координатами 37°21′14″ пн. ш. 95°1′10″ зх. д. / 37.35389° пн. ш. 95.01944° зх. д. (37.353804, -95.019373).  За даними Бюро перепису населення США в 2010 році місто мало площу 0,80 км², уся площа — суходіл.

## Демографія
Згідно з переписом 2010 року, у місті мешкало 405 осіб у 169 домогосподарствах у складі 110 родин. Густота населення становила 503 особи/км².  Було 207 помешкань (257/км²).
Расовий склад населення:
| - 93,6 % — білих - 2,5 % — корінних американців - 0,5 % — азіатів |

До двох чи більше рас належало 2,7 %. Частка іспаномовних становила 2,2 % від усіх жителів.
За віковим діапазоном населення розподілялося таким чином: 24,9 % — особи молодші 18 років, 61,5 % — особи у віці 18—64 років, 13,6 % — особи у віці 65 років та старші. Медіана віку мешканця становила 39,4 року. На 100 осіб жіночої статі у місті припадало 104,5 чоловіків;  на 100 жінок у віці від 18 років та старших — 104,0 чоловіків також старших 18 років.
Середній дохід на одне домашнє господарство  становив 37 316 доларів США (медіана — 30 357), а середній дохід на одну сім'ю — 45 287 доларів (медіана — 36 563). Медіана доходів становила 30 592 долари для чоловіків та 27 083 долари для жінок. За межею бідності перебувало 25,5 % осіб, у тому числі 33,6 % дітей у віці до 18 років та 10,6 % осіб у віці 65 років та старших.
Цивільне працевлаштоване населення становило 236 осіб. Основні галузі зайнятості: освіта, охорона здоров'я та соціальна допомога — 28,4 %, виробництво — 21,6 %, роздрібна торгівля — 14,0 %.